# Лисяк Георгій Миколайович
Лисяк Георгій Миколайович — кандидат технічних наук, доцент, завідувач кафедри електричних систем та мереж, заступник директора-декан повної вищої освіти навчально-наукового Інституту енергетики та систем керування.

## Загальні відомості
Дата народження: 27 вересня 1946 рік
Закінчив Львівський політехнічний інститут, електро-енергетичний факультет (1968 р.)

## Нагороди та відзнаки
- Нагрудний знак  «Відмінник освіти України»   (1994 р., 2007 р.)
- Почесна Грамота Міністерства освіти і науки України   (2004 р.)
- Почесна грамота Львівської обласної державної адміністрації ( 2009 р.)

## Наукова діяльність
На основі запропонованого Г. Лисяком методу узагальнених незалежних змінних (УНЗ) були розроблені спільноз О. Данилюком математична і цифрова моделі електричних систем змінно-постійного струму для ефективного аналізу довільних усталених режимів з урахуванням дії пристроїв керування елементів підсистеми постійного струму. Ці моделі не мали рівноцінних аналогів як в Україні, так і в країнах
СНД. Метод УНЗ й надалі використовується в багатьох інших наукових дослідженнях і практичних розробках.
Для чисельного розв’язання рівнянь перехідних процесів Г. Лисяком розроблений багатокроковий неявний метод формул інтегрування назад (ФІН), який забезпечує на порядок вищу точність розрахунків порівняно з відомим методом формул диференціювання назад (ФДН), а також запропонований разом з О. Равликом і Я. Пазиною спосіб оцінювання локальної похибки під час чисельного розв’язання диференційних рівнянь явними однокроковими методами.

### Наукові інтереси
Моделювання, аналіз, оптимізація і синтез електро-енергетичних об’єктів і активних електричних мереж, їх систем керування, автоматики, захисту й діагностики станів та створення тренінгових систем

## Вибрані публікації
Структура та основи дидактики електроенергетичної освіти : навчальний посібник для студентів електротехн. спец. / Юрій Омелянович Варецький, Георгій Миколайович Лисяк, Василь Іванович Коруд; В.о. Національний університет «Львівська політехніка» .— Львів : Видавництво  Львівської політехніки, 2008.— 144 с.ISBN 966-553-696-3
Аналіз аварійних процесів в електричній мережі / Г.М. Лисяк, А.М. Равлик, М.С. Сегеда // Техн. електродинаміка. — 2003. — № 1. — С. 49-52. — Бібліогр.: 3 назви.
Комп’ютерне симулювання усталених режимів енергоблока електростанції з додатковим робочим трансформатором власних потреб / Г.М. Лисяк, О.Р. Пастух, О.І. Скрипник, В.С. Коновал  // Вісн./ Національний університет «Львівська політехніка» . — 2003. — № 487: Електроенерг. та електромех. системи. — С. 81-88. — Бібліогр.: 9 назв.
Методика визначення вольтамперних характеристик тіла людини за дослідними даними, знятими у безпечному діапазоні напруг / Л.О. Никонець, Маліновський Г.М., Г.М. Лисяк, Т.М. Лагутін // Энергетика и электрификация. — 2003. — № 5. — С. 43-48. — Бібліогр.: 9 назв.
Оцінка необхідної встановленої потужності робочих трансформаторів першого ступеня трансформації схеми підвищеної надійності електропостачання власних потреб енергоблоків електростанцій / Г.М. Лисяк, О.Р. Пастух // Техн. електродинаміка. — 2003. -№ 5. — С. 50-54. — Бібліогр.: 7 назв.
Оцінка рівня втрат активної потужності в схемах підвищеної надійності електропостачання власних потреб енергоблоків електростанцій / Г.М. Лисяк, О.Р. Пастух // Проблеми економії енергії : Зб. матеріалів IV Міжнар. наук.-практ. конф., Львів, 8-12 жовт. 2003 р. — Л. : Видавництво  Львівської політехніки, 2003. — С. 46. — Бібліогр.: 2 назви.
Способ оценки локальной погрешности при численном решении уравнений состояния электрических цепей явными одношаговыми методами / Г.Н. Лысяк, А.М. Равлык, Я.С. Пазына // Электрон. моделирование. — 2003. — Т. 25, № 4. — С. 75-88. — Библиогр.: 5 назв.
Узагальнена схема заміщення двообмоткових трансформаторів для розрахунку усталених режимів / Г.М. Лисяк, О.Р. Пастух, В.С. Коновал// Вісн. Нац. ун-ту «Львів. політехніка». — 2003. — № 479: Електроенерг. та електромех. системи. — С. 112-121. -Бібліогр.: 7 назв.